# Капитолий (Вашингтон)
Капито́лий (англ. United States Capitol) — местопребывание Конгресса США на Капитолийском холме в Вашингтоне, идейно-градостроительный центр округа Колумбия. Расположен на плато на высоте 27 метров над уровнем  реки Потомак, откуда открывается вид на Капитолий на запад. Соединяется с Монументом Вашингтону и Мемориалом Линкольну 1800-метровой Национальной аллеей. К востоку от парламентского центра раскинулись Библиотека Конгресса и резиденция Верховного суда США (до 1935 г. заседания Верховного суда проходили в самом Капитолии).

## История
Первый камень в основание Капитолия был заложен Джорджем Вашингтоном 18 сентября 1793 года. Строительство пышного здания в стиле ампир велось несколькими поколениями архитекторов. Уже в ноябре 1800 года в недостроенном Капитолии впервые собрался Конгресс, однако в 1814 году его сожгли британцы, и восстановительные работы заняли пять лет. В 1820—1827 годах южное и северное крыло здания были наконец соединены переходом, над которым вознёсся купол.

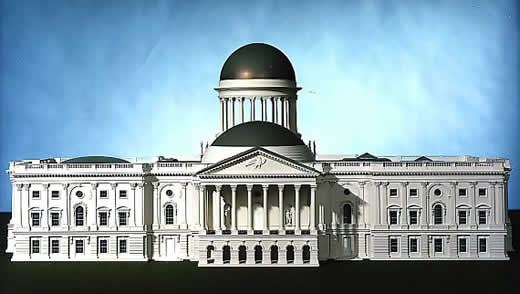
Первоначальный проект Капитолия

Через тридцать лет Капитолий был признан недостаточно вместительным, и началось его расширение. При этом было решено сохранить уникальные черты первоначального здания — в частности, капители колонн, украшенные табачными листьями и початками маиса вместо традиционной для архитектуры классицизма средиземноморской флоры. Вместо старого купола был сооружён новый, чугунный, высотой 87 метров и массой свыше 4000 тонн. Его прообразом традиционно считается собор Святого Петра в Риме, хотя структурно он ближе Дому инвалидов Мансара-младшего. В 2003 году американские эксперты обнаружили в библиотеке Конгресса документы, которые свидетельствуют о том, что при проектировании купола архитектор Томас Уолтер пользовался чертежами Огюста Монферрана — архитектора Исаакиевского собора, отсюда и поразительное сходство куполов американского здания и бывшего главного кафедрального собора Российской империи.
По настоянию Линкольна, желавшего подчеркнуть единство нации, Капитолий достраивался во время Гражданской войны Севера и Юга. 2 декабря 1863 года к архитектурному облику здания был добавлен последний штрих — на купол была водружена 6-метровая аллегорическая статуя Свободы. Изнутри купол Капитолия украшен первой в США фреской, изображающей «Апофеоз Вашингтона» в окружении олимпийских богов, автор — греко-итальянец Константин Брумиди, 1865 год.
В XX веке Капитолий подвергся лишь незначительным реконструкциям, в основном связанным с монтажом лифтов и проводки систем центрального отопления. Лишь в 1959—1960 годах его восточный фасад был удлинён на 10 метров. В настоящее время в Капитолии около 540 помещений, а вокруг него разбит парк площадью 53 га.
6 января 2021 года сторонники бывшего президента Дональда Трампа вторглись в здание Капитолия под предлогом сопротивления объявлению избранного президента Джо Байдена победителем на прошедших 3 ноября 2020 года президентских выборах.

Экстерьер и интерьер
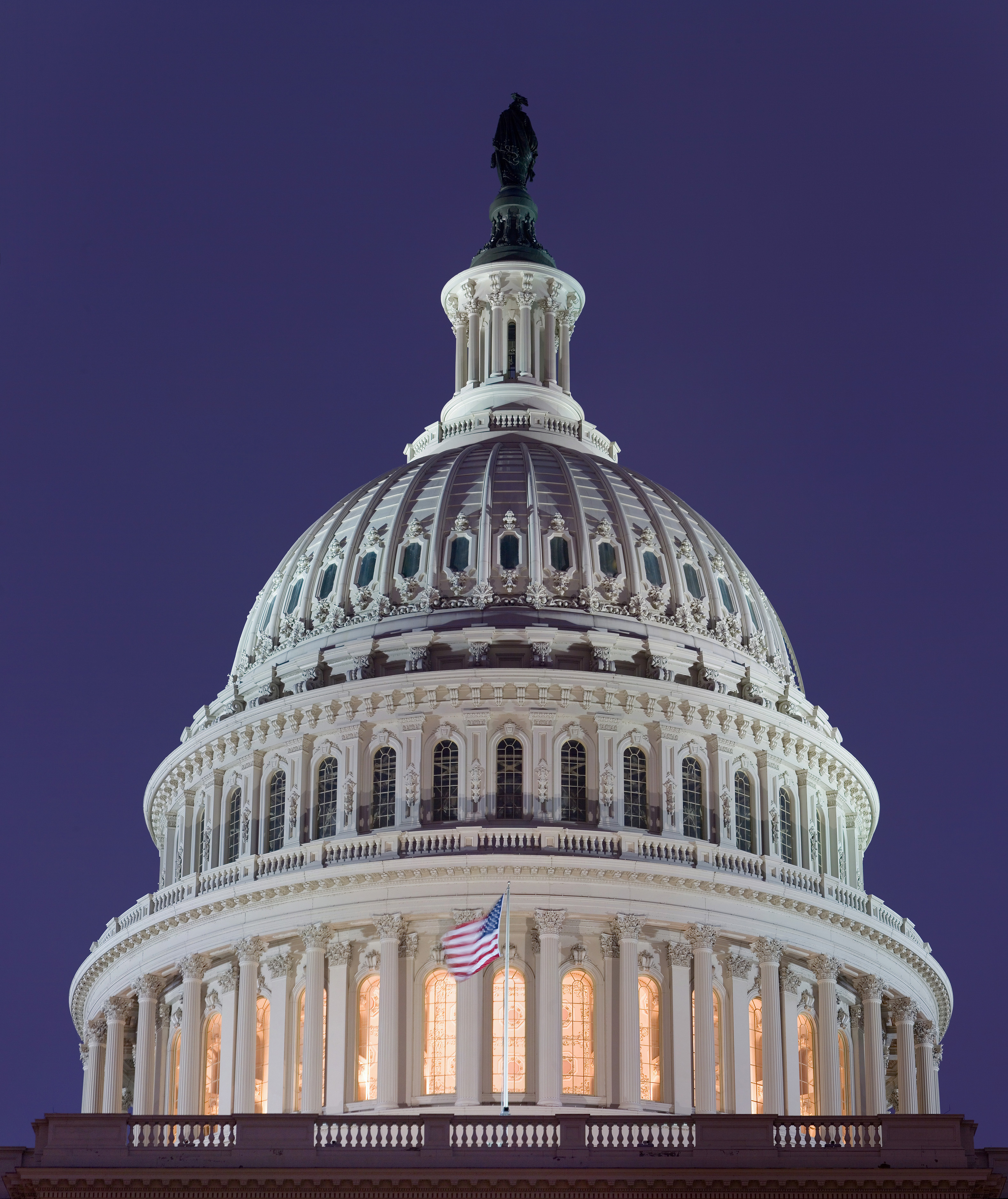
Купол Капитолия
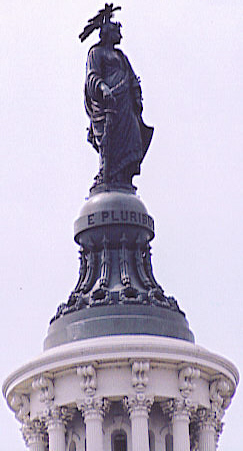
Статуя Свободы на куполе Капитолия
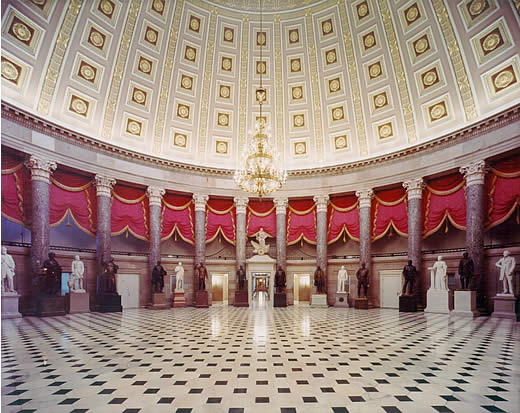
Национальный зал штатов
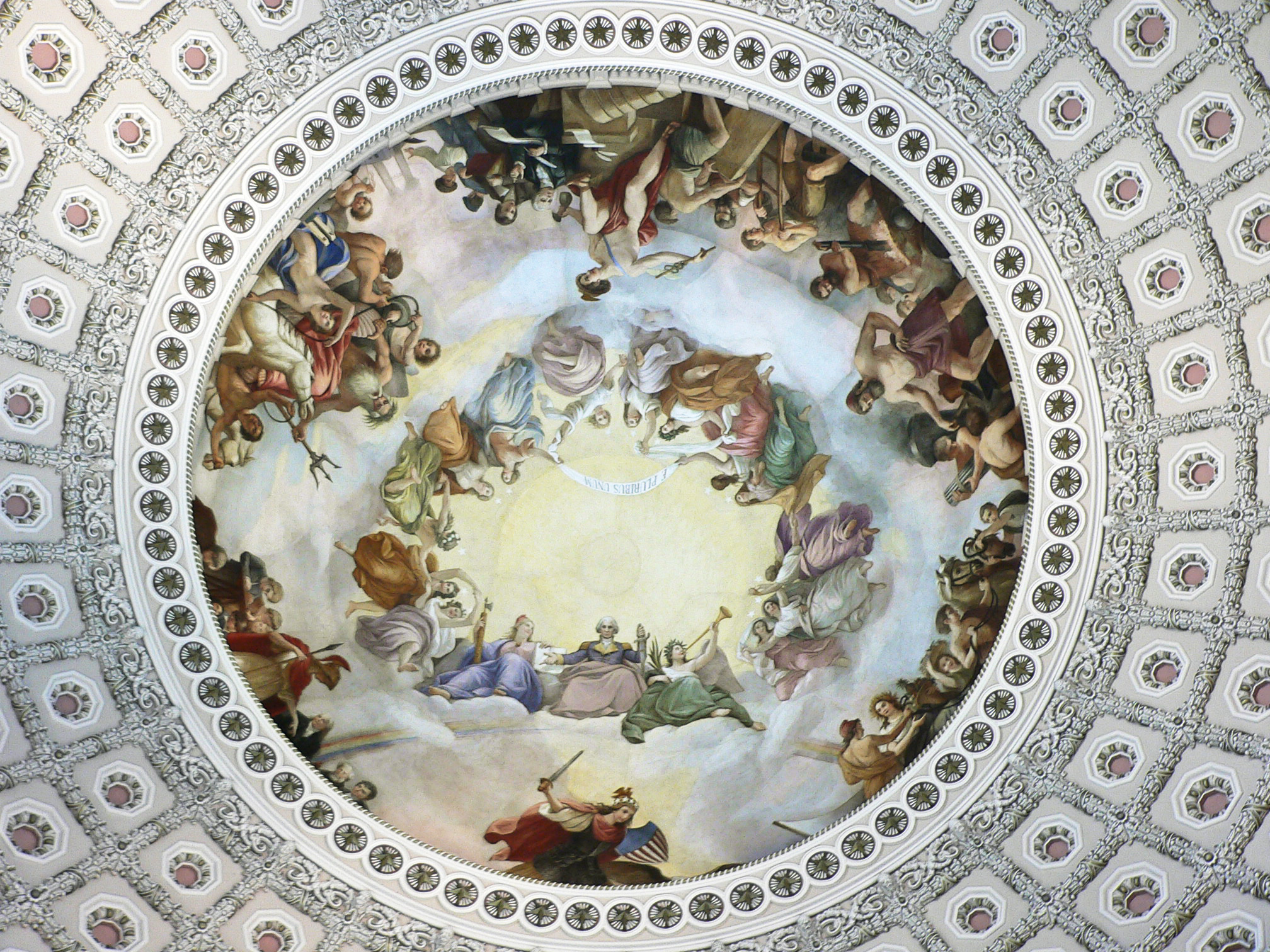
Фреска «Апофеоз Вашингтона»